# 1990 en architecture
| Années de l'architecture : 1987 - 1988 - 1989 - 1990 - 1991 - 1992 - 1993    |
| Décennies de l'architecture : 1960 - 1970 - 1980 - 1990 - 2000 - 2010 - 2020 |

Cet article présente les faits marquants de l'année 1990 en architecture.

## Réalisations
- Fin de la construction de la U.S. Bank Tower à Los Angeles (Californie, É.-U.).
- Construction de la Messeturm à Francfort am Main. Elle devient la plus haute tour d'Europe et détrône dans ce domaine la tour Montparnasse de Paris.

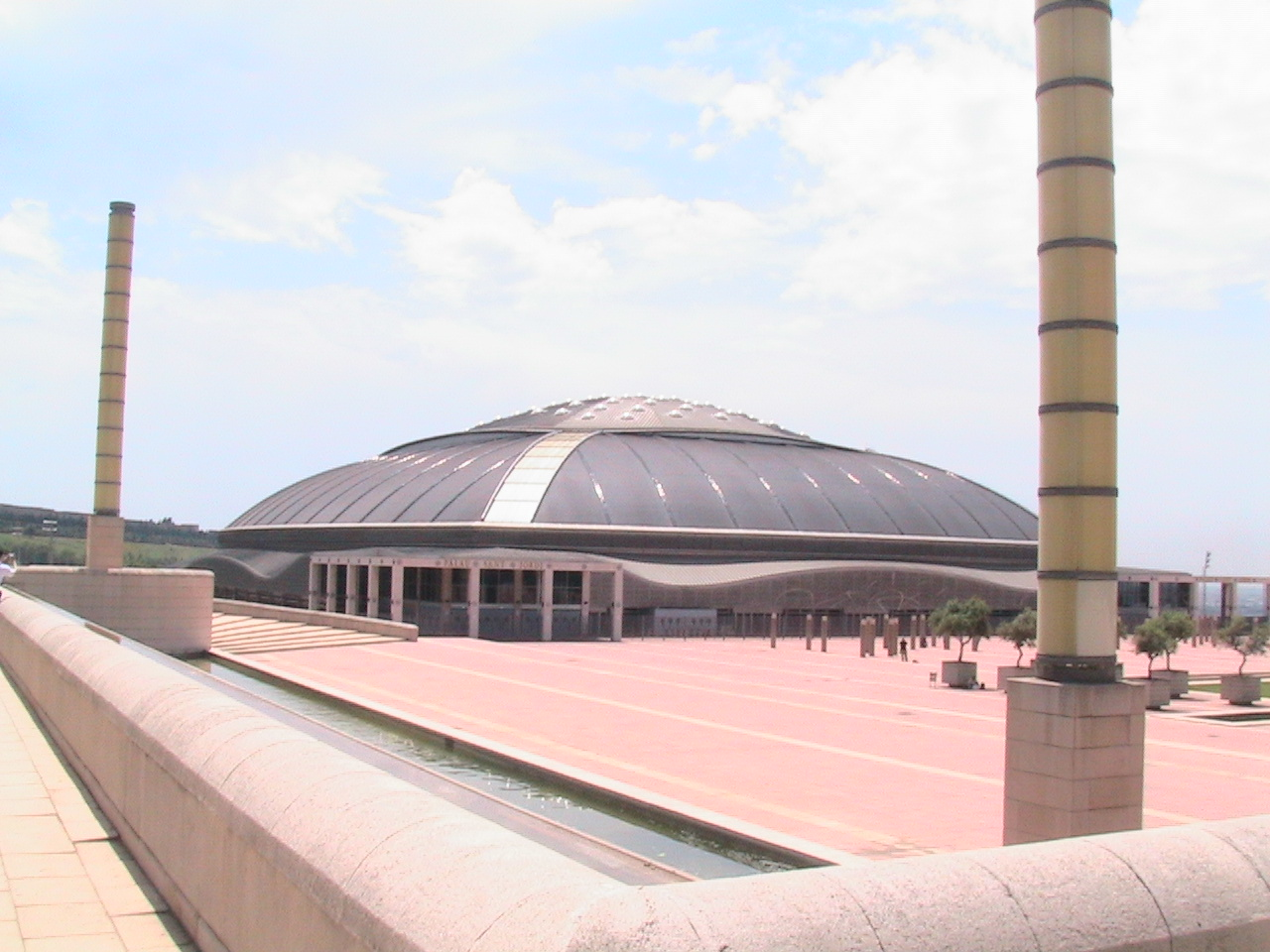
Le Palau Sant Jordi à Barcelone

## Événements
- 21 septembre : inauguration à Barcelone du Palau Sant Jordi.

## Récompenses
- Grand Prix de l'urbanisme : Jean-François Revert.
- Grand prix national de l'architecture : Francis Soler.
- Prix Pritzker : Aldo Rossi.

## Naissances
- x

## Décès
- 6 août : Gordon Bunshaft (° 9 mai 1909).
- Steen Eiler Rasmussen (° 1898).

et aussi
- Marcel Cerneau
- Anatole Kopp
- Jacques Perrin-Fayolle
- Berthold Lubetkin
- Alphonse Darville
- André Robinne
- Giovanni Michelucci
- Léon Stynen
- Luis Laorga
- Hellmut Homberg
- Josse Franssen
- Paul-Jacques Grillo
- Mathias Goeritz
- Henri-Léon Bloch
- Cecil J. Doty
- Alfred Habegger
- William G. Carnes